# 中央郵件中心

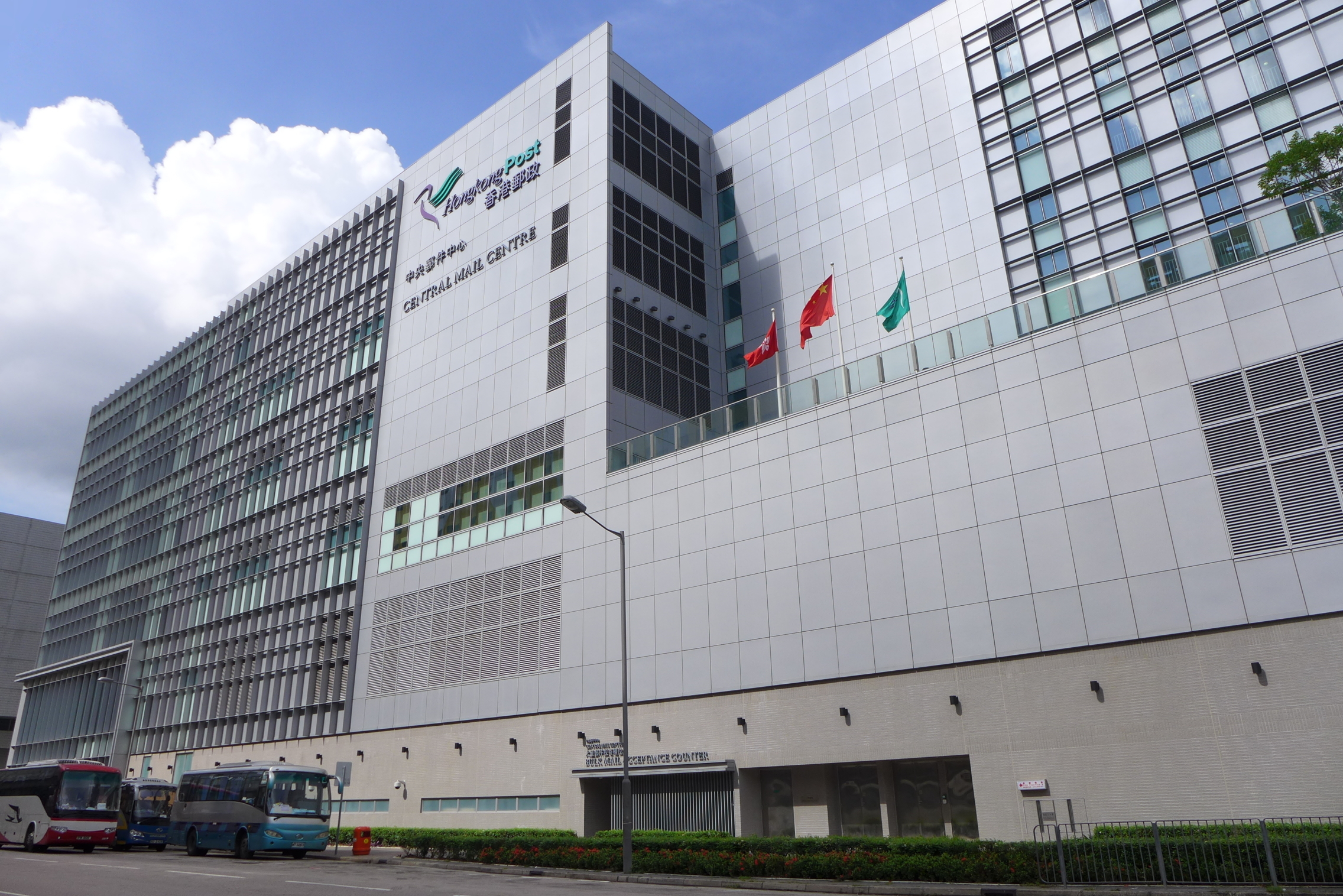
位於九龍灣的中央郵件中心

中央郵件中心（英語：Central Mail Centre），全名香港郵政中央郵件中心，是香港郵政處理本地及國際郵件的辦公大樓，位於香港九龍九龍灣宏展街1號。郵件中心樓高6層，總樓面積達21,000平方米，由呂元祥建築師事務所設計，並由港鐵公司代為建造。工程於2011年7月展開，於2012年12月18日平頂，2013年落成，2014年10月全面啓用，取代國際郵件中心，並與設於郵政總局內處理本地郵件的揀信組合併。為了讓員工有方便舒適的工作環境，大樓亦設有綠化中庭、休憩地區、員工休息室、食堂及無障礙設施。

## 歷史
中央郵件中心前身為紅磡的國際郵件中心。2013年，為了配合興建沙田至中環綫（沙中綫），而港鐵於2010年已經結束貨運服務，國際郵件中心因而拆卸，並在九龍灣宏展街重新設置。2013年12月至2014年3月期間，國際郵件中心不同組別陸續地搬遷往至新地址。

## 樓層分佈
| 樓層 | 部門／設施                                               |
| ---- | -------------------------------------------------------- |
| 5/F  | 郵件處理科、郵件派遞科、門市業務科、會議室、策劃及發展科 |
| 4/F  | 郵件分揀 - 綜合揀信機                                    |
| 3/F  | 郵件分揀 - 綜合揀信機                                    |
| 2/F  | 郵件分揀 - 自動分信戳郵機、人手分揀區                    |
| 1/F  | 上落貨區                                                 |
| 地下 | 大量郵件投寄櫃位、上落貨區                               |

資料來源：

## 未來發展
中心在建造的時候，已預留空間予郵政總局部分部門遷入。為騰空中環郵政總局現址作商業用地，該局將會搬遷，並於中央郵件中心側建造新翼，作為郵政總局新址。